# Tit-Liviu Brăiloiu
Tit-Liviu Brăiloiu (n. 21 iunie 1964) este un senator român, ales în 2016 în județul Constanța pe listele Partidului Social Democrat (PSD).

## Studii
Liviu Brăiloiu a terminat în 1982 Liceul Industrial Eforie. În 1999 a absolvit Facultatea de Științe Economice, Juridice și Administrative ale Universității Române de Științe și Arte din București, specializarea Drept. După absolvirea facultății, a preluat conducerea Complexului Palas Pelican SA din Mamaia, obținând în anul 2001 Brevetul de Turism cu specializarea Manager în activitatea de turism. Parcursul academic a continuat cu licențiere în economie, programe de master în Management financiar bancar și Relații economice europene în cadrul Universitatea din Oradea, specializări în cadrul Institutului Național de Administrație obținând statutul de Înalt funcționar public. În 2010 a absolvit Colegiul Național de Afaceri Interne la Academia de Poliție “Alexandru Ioan Cuza” continuând cu absolvirea Colegiului Național de Apărare al Universitații Naționale de Apărare “Carol l” în domeniul Științe militare, informații și ordine publică. A dus pasiunea sa pentru tir sportiv dincolo de nivelul de amator obținând în anul 2012 titlul de antrenor tir sportiv în cadrul Școli Naționale de Antrenori.

## Activitate politică
Debutul în politică a avut loc în anul 1995, odată cu înscrierea în PSD, fratele său fiind primarul orașului Eforie din partea acestei formațiuni poltice. În anul 2008 a candidat pentru a ocupa un loc în Senatul României, și deși a câștigat Colegiul 1 din Constanța cu 49%, algoritmul politic din acea perioadă a acordat mandatul de senator contracandidatului său, Puiu Hașoti, care a obținut doar 8% din voturile constănțenilor. Activitatea politică la nivel local a fost marcată de două funcții cu impact remarcant asupra comunității - anul 2009 a ajuns prefect al județului Constanța și anul 2011 a fost candidatul desemnat de Partidul Conservator, din cadrul Uniunii Social Liberale, la șefia Consiliului Județean Constanța.
În anul 2016 începe o nouă etapă în cariera politică, reprezentând constănțenii în Senatul României. Activitatea de senator s-a derulat în cadrul comisiilor din care face parte Comisia pentru apărare ordine publică și siguranță națională (președinte), Comisia juridică, de numiri, disciplină,imunități și validări (membru), Grupul mixt de control parlamentar specializat al Europol (membru). Începând cu 1 februarie 2017 este membru în Adunarea Parlamentară a Consiliului Europei.
Politica de apărare și securitate reprezintă una dintre prioritățile mandatului de senator. A organizat și prezidat Conferința interparlamentară pentru politică comună de apărare și securitate (PESC/PSAC) organizată la București în perioada 7-8 martie 2019.
În aprilie 2019, Tit-Liviu Brăiloiu a fost nominalizat pentru funcția de ministru pentru Românii de Pretutindeni în Guvernul Dăncilă. De la 1 octombrie 2019 este presedintele Organizatiei PSD Diaspora.

### Propuneri legislative
De la începutul mandatului de senator și până în prezent, a prezentat și susținut un număr de 59 de inițiative legislative privind legislația economică, juridică, a pensiilor militare și din domeniul sistemului național de apărare. Tot în această perioadă a avut 61 de declarații politice, 6 interpelări adresate miniștrilor, o întrebare și 75 luări de cuvânt în plenul Senatului.
În 2017, Tit-Liviu Brăiloiu a depus un amendament prin care propunea grațierea „în întregime” a pedepselor pentru persoanele cu vârsta peste 70 de ani. Legea nu a intrat în vigoare, fiind blocată în Parlament. Alte inițiative importante au fost cele care privesc recunoașterea meritelor personalului participant la acțiuni militare pe teritoriul național cât și în afara teritoriului statului român, acordarea unor drepturi atât pentru aceștia cât și pentru urmașii celor decedați. În martie 2018 a prezentat inițiativa prin care a fost modificată Legea 80/1995 privind Statutul cadrelor militare și Legea 360/2002 privind Statutul polițistului oferind posibilitatea folosirii compensației de chirie a militarilor pentru plata ratelor unui împrumut, în cazul achiziționării unei locuințe.

## Viață personală
Liviu Brăiloiu este necăsătorit